# Dragonstrike
Dragonstrike ist ein Computerspiel, das 1990 von Westwood Studios entwickelt und von SSI Inc. veröffentlicht wurde. Das Spiel verband Elemente aus Rollenspielen und Flugsimulationen miteinander. Es verwendete 3D-Polygone zur Darstellung der Landschaft und meistens Sprites für Zauber, Gegner usw.
Ein Drachenreiter kämpft in dem Spiel gegen diverse Gegner durch Missionen, die auf einer Landkarte verteilt anzufliegen sind. Das Spiel selbst basiert auf der Welt des Rollenspielsystems Advanced Dungeons & Dragons und spielt in der aus der Drachenlanze-Saga bekannten Welt Krynn.
Als eines der ersten 3D-Spiele (1990) wurde die Optik und das „Feeling“ damals als sehr beeindruckend empfunden, und das Spiel erreichte in den meisten Computerzeitschriften eine gute Wertung. Hartley, Patricia und Kirk Lesser vom offiziellen D&D-Magazin Dragon vergaben in ihrer Kolumne The Role of Computers in Ausgabe #161 5 von 5 Punkten.